# Cryptoscincus minimus
Cryptoscincus minimus är en ödleart som beskrevs av  François Mocquard 1906. Cryptoscincus minimus ingår i släktet Cryptoscincus och familjen skinkar.
Artens utbredningsområde är Madagaskar. Inga underarter finns listade i Catalogue of Life.